# Гурман, Владимир Иосифович
Владимир Иосифович Гурман (26 сентября 1934, Москва — 8 июня 2016, Переславль-Залесский) — советский и российский учёный, специалист в области оптимального управления и построения социо-эколого-экономических моделей регионов для обеспечения их устойчивого развития, доктор технических наук, профессор. Главный научный сотрудник Института программных систем РАН имени А. К. Айламазяна.

## Биография
В 1957 году окончил Московский авиационный институт по специальности «авиационный инженер-механик». С 1957 по 1965 работал в московских НИИ, в 1965—1968 годах старший научный сотрудник МАИ, в 1968—1973 годах доцент кафедры математики Московского авиационного технологического института. В 1964 году защитил кандидатскую диссертацию «Развитие и приложение в динамике полета новых методов вариационного исчисления», в 1970 году — докторскую диссертацию «Метод кратных максимумов и задачи оптимального управления». В диссертациях заложил основу для исследования вырожденных задач оптимального управления.
Участвовал в научном семинаре В. Ф. Кротова.
В 1973 году переехал из Москвы в Иркутск, организовал кафедру теории систем в Иркутском государственном университете. В 1981—1984 годах декан математического факультета ИрГУ. В 1984—1988 году заведующий лабораторией системного анализа в Иркутском ВЦ Сибирского отделения АН СССР. Возглавил Научный совет при Президиуме Иркутского научного центра СО АН СССР. Под его руководством началось масштабное построение системы математических моделей региона озера Байкал для имитации экологических и экономических процессов.
Работал в Институте математики и информатики Бурятского государственного университета.
С 1988 по 2016 год — директор Исследовательского центра процессов управления Института программных систем РАН, главный научный сотрудник ИПС РАН. Возглавил здесь моделирование и анализ сложных систем с приложениеми к социо-эколого-экономическим системам регионов.
Был в числе инициаторов создания Университета города Переславля, заведующий кафедрой системного анализа УГП.
Член редколлегии журнала «Автоматика и телемеханика». Подготовил 23 кандидата наук и 8 докторов наук.
Являлся одним из основателей и первым президентом Российского отделения Международного общества экологический экономики, в дальнейшем преобразованного в Российское общество экологической экономики.
Список избранных публикаций состоит из 269 книг и статей.

## Награды, премии, почётные звания
Орден «Знак Почёта» (1981).
Действительный член Международной академии информатизации и Российской академии космонавтики.

## Из библиографии
- Вырожденные задачи оптимального управления / В. И. Гурман. — Москва : Наука, 1977. — 304 с. — (Теоретические основы технической кибернетики).
- Применение ЭВМ в биологических исследованиях : Учеб. пособие / В. И. Гурман, Л. Ю. Дамешек. — Иркутск : ИГУ, 1980. — 97 с.
- Математические методы в биологии : учебное пособие / Гурман В. И., Дамешек Л. Ю. — Иркутск : ИГУ, 1980. — 114 с.
- Математические модели оптимального управления : Учеб. пособие / В. И. Гурман, И. В. Расина. — Иркутск : Изд-во Иркут. ун-та, 1982. — 72 с.
- Принцип расширения в задачах управления / В. И. Гурман. — Москва : Наука, 1985. — 288 с.
  - Принцип расширения в задачах управления / В. И. Гурман. — 2-е изд., перераб. и доп. — М. : Наука : Изд. фирма «Физ.-мат. лит.», Б. г. (1997). — 287 с.; ISBN 5-02-015155-6
- Математические модели управления природными ресурсами / В. И. Гурман, В. А. Батурин. — Иркутск : Изд-во Иркут. ун-та, 1987. — 111 с.
- Основы макроэкономического анализа : Учеб. пособие / В. И. Гурман; Твер. гос. ун-т. — Тверь : ТГУ, 1995. — 118 с.
- Моделирование социо-эколого-экономической системы региона / О. Ф. Балацкий, Д. В. Белышев, В. И. Гурман и др. ; под ред. В. И. Гурмана, Е. В. Рюминой; Российская акад. наук, Ин-т програм. систем. — Москва : Наука, 2003. — 172, [3] с.; ISBN 5020327921
- Моделирование социо-эколого-экономических систем : учеб. пособие для студентов вузов, обучающихся по специальности 061800 «Мат. методы в экономике» и др. экон. специальностям / В. И. Гурман, Н. Э. Кульбака, Е. В. Рюмина; Ин-т програм. систем — «Ун-т города Переславля» им. А. К. Айламазяна. — Переславль-Залесский : Ун-т города Переславля, 2004 (ИПК Моск. Гос. ун-т печати). — 138 с.; ISBN 5-901795-04-0